# Maxomys hylomyoides
Maxomys hylomyoides is een knaagdier uit het geslacht Maxomys dat voorkomt op Sumatra. Daar leeft hij in de bossen van de westelijke bergen. Deze soort werd vroeger als een ondersoort van Maxomys alticola uit Borneo gezien. Het is een deel van het groepje endemische Muridae uit Sumatra: M. inflatus, Mus crociduroides, Rattus korinchi en Rattus hoogerwerfi. De staart is van boven bruin en van onder wit, met een zwarte pluim. De kop-romplengte bedraagt 114 tot 132 mm, de staartlengte 98 tot 132 mm, de achtervoetlengte 28 tot 31 mm en de oorlengte 17 tot 19 mm.